# New Hedges
New Hedges är en by i Pembrokeshire i Wales. Byn är belägen 108,6 km 
från Cardiff. Orten har 544 invånare (2016).